# Pic du Taillon
De Pic du Taillon of Pico Taillón is een berg gesitueerd op de Spaans-Franse grens in het massief van de Monte Perdido in de Pyreneeën. De berg heeft een hoogte van 3144 meter en is vanaf de Brèche de Roland het eenvoudigste te bereiken.
De pic du Taillon wordt beschouwd als een van de eenvoudigste te bereiken bergtoppen van het cirque de Gavarnie. Alleen het laatste stuk is ietwat steil, maar is bij afwezigheid van sneeuw technisch niet moeilijk. Bij goed weer zijn onder andere de massieven van de Monte Perdido, de Vignemale, de Néouvielle, de Balaïtous en de Pic du Midi de Bigorre te zien.